# Huang Pinjie
Huang Pinjie (黄频捷S, Huáng PínjiéP; 1947) è un ex cestista cinese.

## Carriera
Con la Cina ha disputato i Campionati mondiali del 1978.